# 郑贯公
郑贯公（1880年3月1日—1906年4月28日），原名郑道、郑哲，字贯一，后改字贯公，别号自立，筆名仍旧，广东香山（今中山）人，清末杰出的宣传家、报人，辛亥革命时期的著名报刊活动家。他先后创办或参与编辑的报刊有《清议报》（旬刊）、《开智录》（半月刊）、《中国日报》、《世界公益报》、《广东日报》等，对唤醒人们进行民族民主革命斗争起了积极推动作用。1906年染疾逝世，年仅26岁。

## 生平

### 早年
少年在家乡读私塾，“颖悟好学，过目成诵，有神童之名”。16岁时因家贫辍学，东渡日本，在其族人所在的洋行当帮工。工余时间常借阅《时务报》、《知新报》等维新思潮书报。1898年戊戌变法失败后，梁启超、徐勤、麦孟华等流亡日本，先后创办横滨大同学校和《清议报》，郑被推荐到大同学校免费读书，后又转至东京高等大同学校，初步接触了卢梭、孟德斯鸠、达尔文、斯宾塞等人的学说，受到平等、自由、博爱和天赋人权等西方资产阶级民主思想的启蒙。1900年12月，高等大同学校改组后，他又被推荐到《清议报》当助理编辑。是年8月，郑贯公由维新转向革命，与冯懋龙（自由）、冯斯栾（自强）等组织开智会，创办《开智录》，开始了他的办报生涯。

### 报业生涯
1900年8月，创办《开智录》。《开智录》是中国留学生在海外创办的第一个刊物，前三期原称《开智会录》，油印出版；12月得到孙中山领导的兴中会资助，改为铅印半月刊。郑贯公利用他在《清议报》工作的方便，随《清议录》一道印刷发行。《开智录》由郑贯公主编，冯自由、冯斯栾、秦力山、蔡锷等为撰稿人。该刊先后译载了卢梭的《民约论》以及 《自由原论》、《民权真义》和《法国革命史》等专著。陆续发表了《论帝国主义发达及20世纪之前途》、《义和团有功于中国说》等政论文，在中国报刊上率先使用“帝国主义”这一概念，并对其侵略本质予以揭露批判。郑贯公在《论阅新闻纸之益》一文中直言不讳地道出：“欲使国为文明之国，国民为文明之国民，当先革除野蛮政府，欧美其先开先河矣！”显示出了鲜明的反帝反封建的爱国思想。此外，该刊还注意刊发具有文艺色彩的作品。如冯自由译述的政治小说《贞德传》和郑贯公编撰的《摩西传》，以及像《戏为十八省秀才讨康有为檄》这样讽刺性的谐文和地方戏曲作品，真正做到 “文字浅显，立论新奇”，在海外华侨社会风行一时。正由于此，大大触怒了康梁保皇党，郑贯公被逐出《清议报》，不准该报馆承印和发行《开智录》，致使该刊在公开出版了七期之后被迫停刊。
1901年春，郑贯公经孙中山介绍，去香港担任《中国日报》记者，阐发了新思想、新学说。
1903年底，郑贯公辞去《中国日报》的职务，担任《世界公益报》总编辑，并且邀请了黄世仲、黄鲁逸、李大醒等人加盟。《世界公益报》于1903年12月19日创刊，在郑贯公的主持下，它公开提出“变专制为共和，变满清为皇汉”，号召“投袂而起，光复中国”，被称为“香港革命党报之第二家”。郑贯公还将文艺副刊扩大为附刊随报发行。该附刊取名《一噱报》，开设多个栏目，专门刊登杂文谐文、粤讴歌曲、讽刺漫画等，引人入胜。后因刊发《扬州十日记》龙舟歌，引起当局告诫，部分股东怯于情势，而郑贯公坚持原则，意见不合，遂辞职而去。该报仍继续支持革命，直至1917年才停办。
1904年郑贯公邀集同仁李大醒、黄鲁逸、黄世仲、陈树人等，筹资创办《广东日报》。《广东日报》仍沿习《中国日报》、《世界公益报》的革命传统，而言论更加开放，是为香港第三家革命党报。该报亦附出文艺副刊，取名《无所谓》，以嬉笑怒骂的方式来批判专制，鼓吹革命，因揭露专制统治黑暗，反映人民疾苦而广受欢迎。出版一年后，经济不继，只好转交他人接办，李大醒、黄鲁逸留下任主笔，又维持一年后，因内地禁止发行而停办。
1905年脱离《广东日报》后，郑贯公又邀请开智社同仁，以同人集资的方式，另办一份小型文艺性革命报刊《有所谓报》，仍由郑贯公任总编辑兼督印人，于1905年6月4日创刊。《有所谓报》比前三家大报，内容更加激进开放，形式更加生动活泼。该报创刊词《开智社有所谓出世之始声》开宗明义表示：要 “以语言塞异族独夫之胆，以批评而递夺一般民贼之魄、政界之荆蓁，培民权之萌蘖”、“抒救时之策，鸣惊世之钟”。这份报纸也是郑贯公创办的最后一份报纸。

### 病逝
1905年9月，中国同盟会成立，孙中山于香港建立南中国总部——香港支部，亲自为陈少白、郑贯公、黄世仲等人监誓入盟，推选陈少白为会长，郑贯公为庶务干事。后孙中山又再次抵港，调解陈、郑两人矛盾。郑贯公积极宣传“推满革命”，也引起了保皇党人的极为不满和仇视，1905年11月13日《有所谓报》曾发表《出资购人行刺本报记者之详情》，揭发保皇党人企图暗杀郑贯公的阴谋。保皇党没害死郑贯公，但郑氏因护理爱妻疾病而被感染，不幸于1906年5月10日病逝，年仅26岁。

### 身后
1906年5月，他的挚友黄世仲接任了他的香港同盟会支部的庶务干事，并同时创办了与《有所谓报》有异曲同工之妙的《香港少年报》。一年后，黄世仲又接着编印《时谐三集》。

## 著作
编撰白话通俗政治小说《瑞士建国志》。改编自基督教《旧约全书》故事的《摩西传》未见续完和出版单行本。